# Merriweather Post Pavilion (Animal Collective)
Merriweather Post Pavilion è l'ottavo album discografico del gruppo musicale statunitense Animal Collective, pubblicato nel 2009.

## Tracce
1. In the Flowers – 5:22
2. My Girls – 5:41
3. Also Frightened – 5:14
4. Summertime Clothes – 4:30
5. Daily Routine – 5:46
6. Bluish – 5:14
7. Guys Eyes – 4:31
8. Taste – 3:53
9. Lion in a Coma – 4:12
10. No More Runnin – 4:23
11. Brother Sport – 5:59